# Cody Rhodes
Cody Garrett Runnels Rhodes (Charlotte, 30 de junho de 1985) é um lutador profissional americano. Ele trabalha atualmente para a WWE, na marca SmackDown onde é o atual campeão indiscutível da WWE em seu segundo reinado. Ele também é conhecido por seu tempo na All Elite Wrestling (AEW), onde foi o inaugural e recordista como três vezes campeão da TNT e também atuou como vice-presidente executivo.
Rhodes ganhou destaque durante seu primeiro mandato com a WWE de 2006 a 2016, onde ele se apresentou sob seu nome real, bem como sob o nome de ringue Stardust, um spin-off excessivamente profundo, dramático e brilhante do personagem de seu irmão, Goldust. Rhodes também lutou por várias outras promoções notáveis, incluindo Total Nonstop Action Wrestling (TNA), Ring of Honor (ROH) e New Japan Pro-Wrestling (NJPW). Fora do wrestling, ele atua como juiz na série de competição Go-Big Show, e estrela com sua esposa Brandi Rhodes no reality show Rhodes to the Top.
Rhodes é filho do lutador "The American Dream" Dusty Rhodes e meio-irmão do também lutador Dustin Rhodes (Goldust) Depois de uma carreira de wrestling amador que resultou em ele se tornar duas vezes campeão estadual da Geórgia, ele seguiu os passos de seu pai e irmão mais velho nas fileiras profissionais e ingressou na WWE em 2006, inicialmente sendo designado para o território de desenvolvimento da empresa Ohio Valley Wrestling (OVW) . Depois de se tornar um campeão da Tríplice Coroa na OVW, ele foi promovido ao elenco principal da WWE em 2007 e permaneceu lá por nove anos, atuando sob seu nome real e mais tarde sob a gimmick de Stardust. Durante seu tempo com a WWE, Rhodes tornou-se duas vezes Campeão Intercontinental e foi um prolífico lutador de duplas, ganhando seis campeonatos mundiais de duplas (três Campeonatos Mundiais de Duplas e três Campeonatos de Duplas da WWE) com quatro parceiros de duplas separados. Rhodes deixou a WWE após solicitar sua liberação em maio de 2016.
Após sua saída da WWE, Rhodes começou a lutar no circuito independente, também fazendo várias aparições na TNA; ele lutou sob o nome abreviado Cody, devido à WWE possuir o nome Cody Rhodes, até 2020, quando a WWE entregou sua marca registrada. No período de tempo que vai do início de 2016 ao início de 2017, ele competiu nos eventos WrestleMania da WWE, Final Battle da ROH e Wrestle Kingdom da NJPW, além de aparecer no Impact Wrestling (anteriormente TNA) no Bound for Glory. Em setembro de 2017, Rhodes lutou na ROH, onde se tornou um Campeão Mundial da ROH. Mais tarde, ele se tornaria uma vez Campeão Peso Pesado dos Estados Unidos da IWGP e uma vez Campeonato Six-ma Mundial de Duplas da ROH (com The Young Bucks). Em setembro de 2018, ele ganhou o Campeonato Mundial dos Pesos Pesados da NWA (devido à parceria da ROH com a National Wrestling Alliance (NWA)), com ele e Dusty se tornando o primeiro pai e filho a ganhar o título. Tudo somado entre WWE, AEW, NWA, ROH e NJPW, Rhodes conquistou 15 campeonatos, incluindo dois títulos mundiais, e no final do verão de 2018 conquistou os títulos NWA World, IWGP U.S. e ROH Six-Man simultaneamente. Em janeiro de 2019, Rhodes foi apresentado como vice-presidente executivo da recém-formada AEW, onde também atuaria como lutador. Durante sua corrida na AEW, ele se tornou o detentor inaugural do Campeonato da TNT em maio de 2020 e venceria o campeonato três vezes. Depois de não conseguir negociar um novo contrato, Rhodes renunciou à sua posição como EVP e ele e sua esposa deixaram a AEW em fevereiro de 2022. Ele retornou à WWE na WrestleMania 38 em abril. Rhodes chegou ao topo da indústria ao se tornar o Campeão Indiscutível da WWE, derrotando Roman Reigns, na WrestleMania XL, pelos títulos. Ele reinou por mais de um ano com o cinturão, até a WrestleMania 41, no ano seguinte, quando foi derrotado por John Cena com a ajuda do rapper Travis Scott.

## Início de vida
Rhodes nasceu Cody Garrett Runnels no domingo, 30 de junho de 1985, filho do lutador profissional de grande sucesso Virgil Runnels, conhecido profissionalmente como Dusty Rhodes, e sua segunda esposa Michelle. Além de Dustin, ele tem duas meias-irmãs do primeiro casamento de seu pai. Quando ele era adolescente, ele mudou legalmente seu nome para Cody Garrett Runnels Rhodes. Rhodes frequentou a Lassiter High School e teve uma carreira de sucesso no wrestling no ensino médio. Ele ficou em sexto lugar na divisão de 171 lb (78 kg) no segundo ano. Como um júnior, ele ganhou o torneio estadual da Geórgia em 189 lb (86 kg) em 2003 e repetiu como campeão em seu último ano. Ele tinha planejado lutar colegialmente na Universidade Estadual da Pensilvânia, mas decidiu se tornar um lutador profissional em vez disso. Durante seu tempo na escola, Rhodes também atuou como árbitro na promoção Turnbuckle Championship Wrestling de seu pai. Depois de terminar o colegial, Rhodes frequentou uma escola de atuação.

## Carreira na luta livre profissional

### Ohio Valley Wrestling (2006–2007)

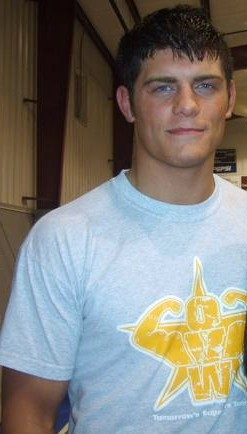
Runnels durante sua estada na OVW.

Rhodes originalmente credita seu pai Dusty Rhodes por iniciar seu treinamento de luta livre, quando Cody tinha apenas 12 anos; isso se limitava principalmente a fundamentos simples e a tomar solavancos. A partir daí, seu treinamento foi fornecido por Al Snow, Danny Davis, Randy Orton e Ricky Morton. Usando seu nome de nascimento Cody Runnels, Rhodes começou a lutar na Ohio Valley Wrestling (OVW) em maio de 2006. Sua primeira luta foi em um evento ao vivo da OVW em Corydon, Indiana em 13 de maio, onde perdeu para Pat Buck.
Runnels formou uma tag team com Shawn Spears em meados de agosto de 2006 e eles rapidamente se envolveram em uma rivalidade com The Untouchables pelo Campeonato de Duplas do Sul da OVW. Eles primeiro conquistaram o campeonato dos The Untouchables em 18 de outubro. Em novembro de 2006, Runnels e Spears derrotaram The Untouchables em uma luta de duplas, e ganharam os serviços de Cherry, o empresário dos Untouchables. Cherry acompanhou Spears e Runnels ao ringue, e logo Spears começou a se apaixonar por ela, o que começou a interferir em suas lutas. Em 29 de novembro, o Campeonato de Duplas do Sul da OVW foi desocupado após uma luta entre The Untouchables e Runnels and Spears terminar empatada. Uma revanche entre as duas equipes foi realizada pelo campeonato vago na semana seguinte. Durante esta luta, Cherry traiu Spears e Runnels, juntando-se aos The Untouchables e ajudando-os a recuperar o Campeonato de Duplas do Sul da OVW. Duas semanas depois, em 20 de dezembro, Runnels e Spears derrotaram Deuce 'n Domino em uma briga de rua para ganhar o campeonato pela segunda vez.
Pouco depois, Runnels e Spears se envolveram em uma rivalidade entre eles, depois que Spears ficou com ciúmes do sucesso de Runnels como lutador individual. Este rift começou quando Runnels ganhou o Campeonato dos Pesos Pesados da OVW de Paul Burchill em um house show em 17 de fevereiro de 2007, apenas para perder para Burchill no dia seguinte. Spears ganhou o Campeonato de Televisão da OVW em resposta. Em 11 de abril, a dupla perdeu o Campeonato de Duplas do Sul para a equipe de Justin LaRouche e Charles Evans. Runnels derrotou seu rival em 6 de julho para se tornar o novo campeão de televisão da OVW. Uma semana depois, ele perdeu o campeonato para Spears em uma luta Lumberjack A última partida televisionada de Runnels na OVW terminou em no contest quando ele e Shawn Spears lutaram na Steel Cage. Em sua primeira aparição na WWE, Rhodes introduziu seu pai no Hall da Fama de 2007 na noite anterior à WrestleMania 23.

### WWE (2007–2016; 2022-)

#### Estreia e dupla com Hardcore Holly (2007—2008)

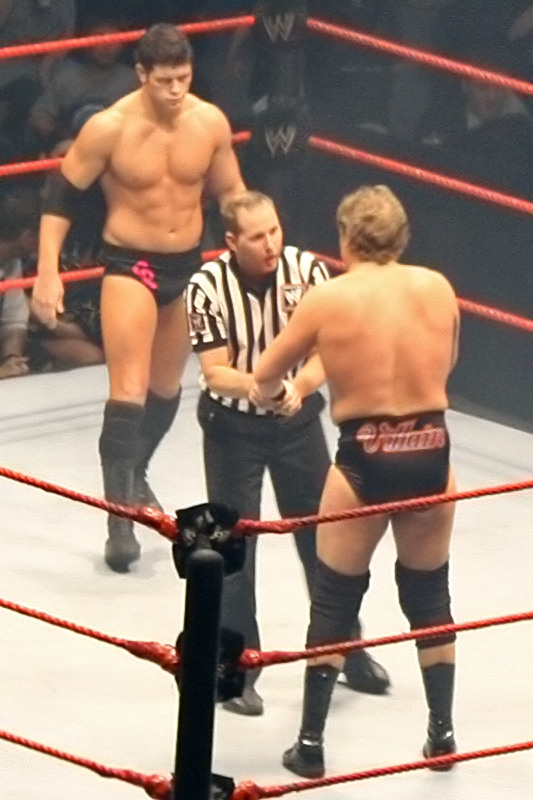
Cody Rhodes observa o árbitro condenando William Regal durante uma luta no fim de 2007

No Raw de 2 de julho, Runnels estreou, usando o nome de Cody Rhodes em um segmento nos bastidores com seu pai Dusty Rhodes e Randy Orton, durante o qual Orton estapeou Dusty como sinal de desrespeito. Na semana seguinte, Cody estapeou Orton, e, em 16 de julho, foi derrotado por Orton em uma luta oficial. Rhodes apareceu no The Great American Bash para impedir que Orton atacasse seu pai. No Raw da noite seguinte, Rhodes desafiou Orton para uma revanche, sendo derrotado novamente. Após a vitória, Orton chutou a cabeça de Dusty, modo similar pelo qual havia encerrado, na história, as carreiras de Shawn Michaels e Rob Van Dam.
Rhodes começou uma rivalidade com Daivari, após ter sido derrotado por ele no Raw de 30 de julho, para manter seu emprego. Durante a rivalidade, ele teve uma rixa com The World's Greatest Tag Team, derrotando Charlie Haas e Shelton Benjamin em combates individuais. As duas rivalidade se uniram quando Rhodes, com Paul London e Brian Kendrick, derrotou The World's Greatest Tag Team e Daivari. Na semana seguinte, Rhodes se aliou a Mickie James para derrotar Daivari e Jillian Hall,acabando com a rivalidade.
Três semanas depois, ele começou uma nova rivalidade, com Hardcore Holly, sendo derrotado por ele em três lutas consecutivas. Rhodes eventualmente conquistou o respeito de Holly por sua persistência durante as lutas, e os dois formaram uma dupla oficial. Eles ganharam o direito de ter uma luta pelo World Tag Team Championship ao derrotar London & Kendrick e The Highlanders em um combate exibido exclusivamente no WWE.com. Eles enfrentaram os campeões Lance Cade e Trevor Murdoch no Survivor Series, mas acabaram sendo derrotados. No Raw de 19 de novembro, Rhodes enfrentou Holly pela quarta vez, finalmente o derrotando. Ambos acabaram sendo atacados por Randy Orton.
Em 10 de dezembro, no 15° Aniversário do Raw, Rhodes e Holly derrotaram Cade e Murdoch, se tornando Campeões Mundiais de Duplas. Na semana seguinte, Rhodes e Holly defenderam o título contra Cade e Murdoch. Eles também o fizeram contra Santino Marella e Carlito e Paul London e Brian Kendrick. Em maio de 2008, Ted DiBiase começou uma rivalidade com os dois, ameaçando tomar-lhes os títulos em sua primeira luta como membro do Raw.

#### The Legacy (2008–2010)
No Night of Champions, Rhodes traiu Holly, revelando-se parceiro de DiBiase e se tornando um vilão. Ele se aliou a DiBiase e derrotou Holly para ganhar, com DiBiase, o título de duplas. Um mês depois, eles perderam o título para John Cena e Batista, no Raw de 4 de agosto. Na semana seguinte, DiBiase e Rhodes reconquistaram o título. Rhodes e DiBiase também se aliaram a Manu, filho de Afa Anoa'i, em setembro, formando um grupo de lutadores multigeracionais. No Raw de 27 de outubro de 2008, Rhodes e DiBiase perderam o título para Kofi Kingston e CM Punk.
Durante essa época, Rhodes, DiBiase e Manu começaram uma história com Randy Orton, com este lhes criticando e insultando. No Raw de 3 de novembro, Orton atacou DiBiase. No Survivor Series, Rhodes, com Orton, foram os últimos remanescentes do time de Orton na luta de eliminação anual. Rhodes e Manu aceitaram se aliar a Orton, formando um grupo conhecido como "The Legacy"; estreando em uma luta 3-contra-2 contra Batista e Triple H. Orton começou a testar os membros do Legacy e, em duas semanas, Manu e Sim Snuka foram expulsos.

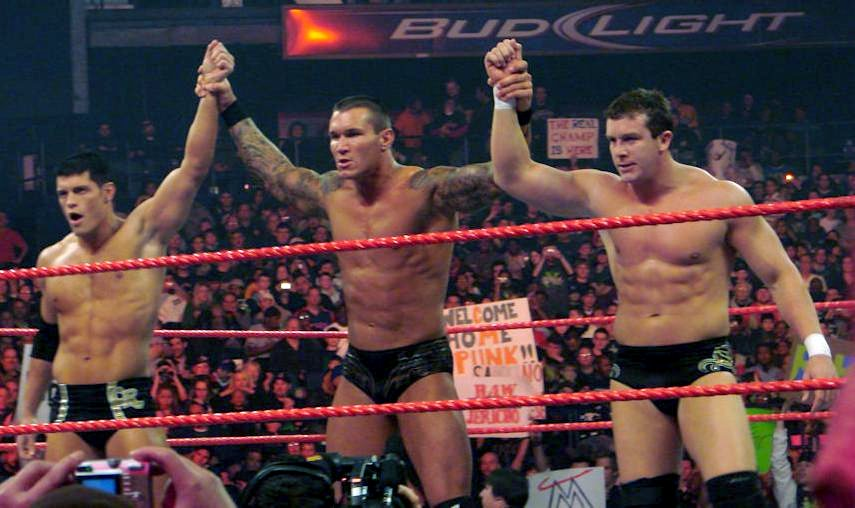
The Legacy (e-d); Rhodes, Randy Orton e Ted DiBiase

Em 12 de janeiro, Snuka e Manu deram a Rhodes a chance de formar um novo grupo para atacar Orton, com o retornante DiBiase, mas Rhodes recusou a oferta. DiBiase, no entanto, traiu Manu e Snuka, ajudando Orton e Rhodes a atacá-los. Como parte do Legacy, Rhodes participou da luta Royal Rumble de 2009, ajudando Orton a vencer e sendo eliminado por Triple H. Rhodes e DiBiase passaram a participar da rivalidade entre Orton e a família McMahon, ajudando-o a atacar Shane e Stephanie McMahon, e o marido de Stephanie, Triple H. Em 26 de abril, no Backlash, Rhodes, DiBiase e Orton derrotaram Triple H, Batista e Shane McMahon, com, pela estipulação, Orton ganhando o WWE Championship. Rhodes sofreu uma lesão no pescoço em junho, mas continuou a lutar. Na metade de 2009, Rhodes e DiBiase continuaram a enfrentar os rivais de Orton, especialmente Triple H. Isso levou Triple H a reformar a D-Generation X (DX) com Shawn Michaels, derrotando Rhodes e DiBiase no SummerSlam. Rhodes e DiBiase derrotaram DX no Breaking Point em uma luta Submissions Count Anywhere, mas foram derrotados em uma luta Hell in a Cell no evento Hell in a Cell em outubro, durante a qual Rhodes sofreu uma marretada na cabeça. Rhodes deixou a arena em uma maca.
Tensão entre os membros do Legacy se tornou aparente durante o Royal Rumble de 2010, quando Rhodes tentou interferir em uma luta de Orton pelo WWE Championship, causando uma desqualificação. Após a luta, Orton atacou DiBiase e Rhodes. No Raw de 15 de fevereiro, Orton enfrentou Sheamus em uma revanche, mas foi novamente desqualificado após interferência de Rhodes e DiBiase. Durante a Elimination Chamber pelo WWE Championship no evento Elimination Chamber, Rhodes interferiu, entregando um cano para DiBiase, que o usou para nocautear e eliminar Orton da luta. No Raw da noite seguinte, Orton atacou Rhodes e DiBiase, e eles o atacaram na semana seguinte. No WrestleMania XXVI, Orton derrotou Rhodes e DiBiase.

#### "Dashing" Cody Rhodes e máscara (2010—2011)

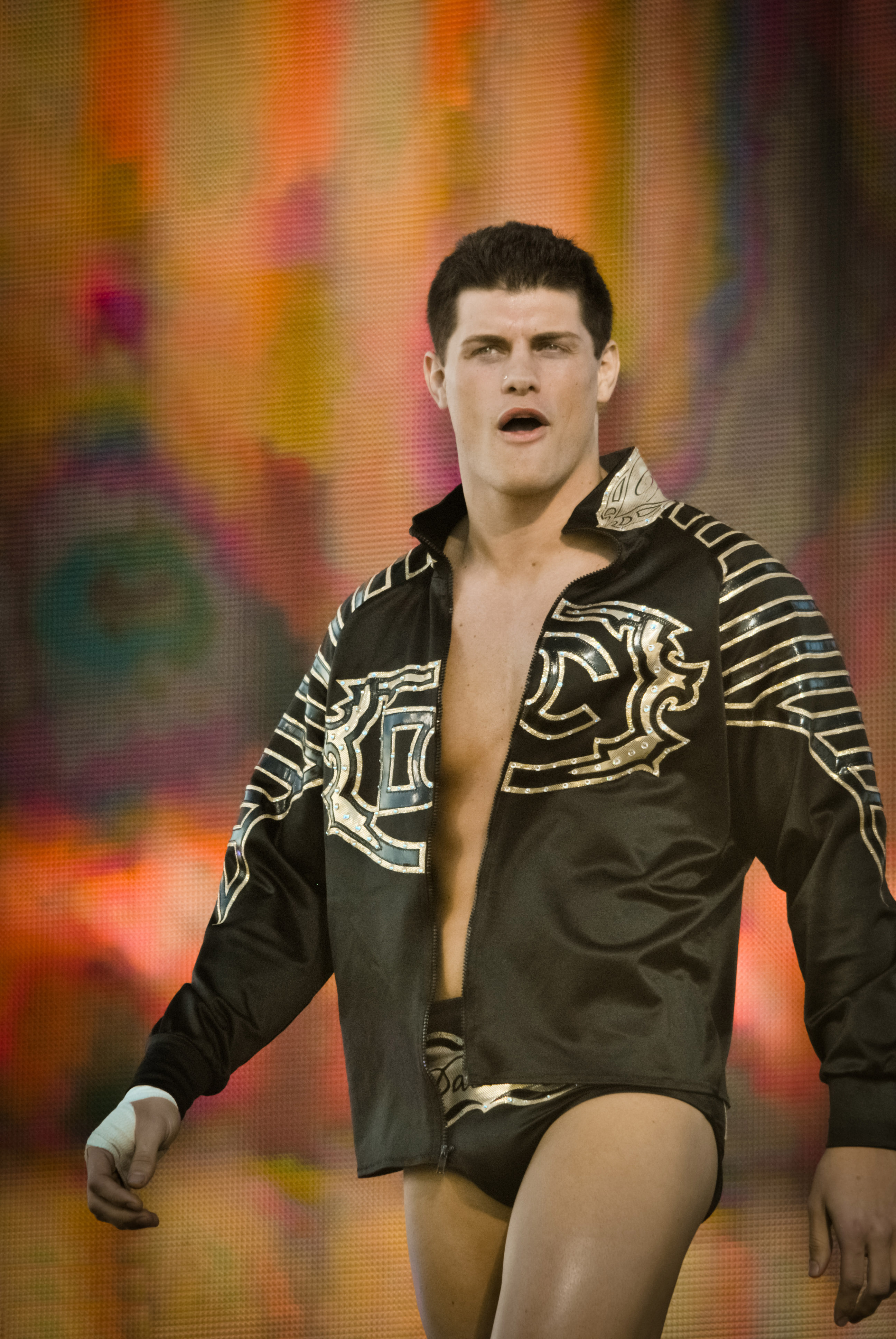
"Dashing" Cody Rhodes em dezembro de 2010.

Durante o Draft Suplementar de 2010, Rhodes foi transferido para o SmackDown. Ele estreou no programa de 30 de abril, derrotando John Morrison. Na semana seguinte, ele participou de um torneio pelo WWE Intercontinental Championship, mas foi derrotado na semi-final por Christian. Em 1 de junho, ele se tronou o mentor de Husky Harris na segunda temporada do WWE NXT.
No SmackDown de 25 de junho, Rhodes passou a interpretar um personagem narcisista, afirmando que havia sido eleito o mais belo lutador da WWE. Ele passou a exigir que o chamassem "Dashing" Cody Rhodes, com "dashing" significando "exuberante". Como parte do personagem, vídeos promocionais passaram a ser exibidos, com Rhodes dando dicas de beleza. Durante as lutas, se lhe acertassem o rosto, ele abandonaria o ringue para checar sua aparência. Em setembro, ele se aliou a Drew McIntyre, atacando Christian e Matt Hardy. No Night of Champions, Rhodes e McIntyre ganharam o WWE Tag Team Championship ao vencer uma luta Tag Team Turmoil, derrotando The Hart Dynasty, The Usos, Santino Marella e Vladimir Kozlov, e Evan Bourne e Mark Henry. No Bragging Rights, Rhodes e McIntyre pederam o título para John Cena e David Otunga. No SmackDown de 29 de outubro, após perderem uma luta, Rhodes e McIntyre se separaram.
Em janeiro de 2011, Rhodes enfrentou Rey Mysterio em uma luta, durante a qual Mysterio acertou o rosto de Rhodes com uma joelheira, quebrando seu nariz. Rhodes, então, declarou não ser mais "belo", passando, na história, por uma cirurgia de reconstrução facial. Rhodes, então, não participou do Royal Rumble nem do Elimination Chamber. Quando retornou, passou a usar uma máscara protetora e atacou, com seu pai, Mysterio, lhe tirando a máscara, no SmackDown de 25 de fevereiro. Rhodes passaria a usar sua máscara como arma durante as lutas.
Rhodes e Mysterio tiveram uma luta no WrestleMania XXVII, vencida por Cody. Eles também se enfrentaram em uma luta Falls Count Anywhere no Extreme Rules em maio, com Mysterio saindo vitorioso. Nos episódios do SmackDown após o WrestleMania, Rhodes passou a levar ao ringue homens para distribuir sacos de papel para a platéia colocar em suas cabeças. Rhodes também passou a colocar sacos de papel na cabeça dos oponentes que derrotava.

#### Campeão Intercontinental (2011—2012)

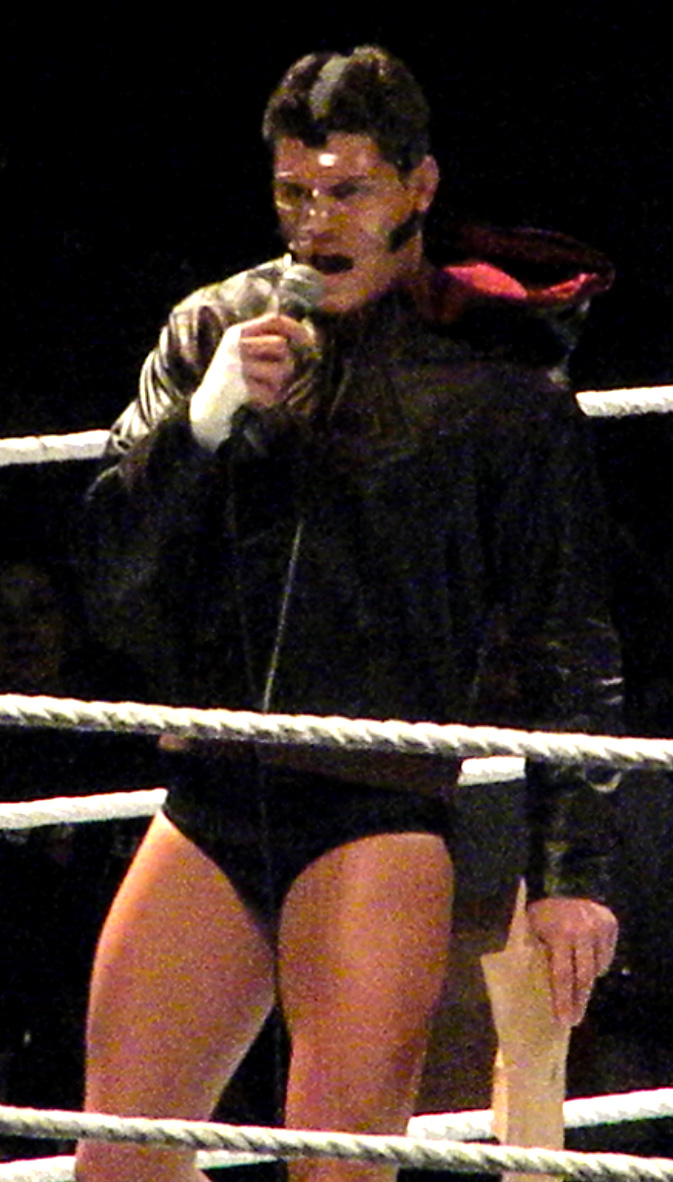
Rhodes usando sua máscara protetora e segurando sacos de papel em junho de 2011.

Rhodes reformou sua aliança com Ted DiBiase no SmackDown de 20 de maio, derrotando e começando uma rivalidade com Sin Cara e Daniel Bryan. No segundo evento Money in the Bank, Rhodes participou da luta Money in the Bank do SmackDown, mas a luta foi vencida por Bryan.
No SmackDown de 12 de agosto, Rhodes derrotou Ezekiel Jackson para ganhar o WWE Intercontinental Championship, seu primeiro título individual na WWE. Ele defendeu o título na semana seguinte, contra Jackson. Na mesma noite, Rhodes e DiBiase confrontaram Orton, o que resultou em uma luta entre Orton e DiBiase na semana seguinte. DiBiase foi derrotado e atacado por Rhodes, que derrotou DiBiase em uma luta pelo título no Night of Champions.
Simultaneamente, Rhodes continuou sua rivalidade com Orton, sendo derrotado no SmackDown de 9 de setembro, mas o derrotando no Raw seguinte, com a ajuda de Mark Henry. No SmackDown de 23 de setembro, Rhodes derrotou Orton por desqualificação, após atacá-lo com a máscara. Após a luta, Orton atacou Rhodes com o sino da arena, fazendo-o sangrar legitimamente. A filmagem foi editada em diversas transmissões. No SmackDown seguinte, Rhodes afirmou que precisou de pontos na cabeça após o ataque.
Rhodes defendeu seu título em diversas oportunidades, contra Sheamus e até mesmo em uma battle royal de 10 lutadores. No Hell in a Cell, Rhodes anunciou um novo design para o Intercontinental Championship, similar ao da década de 1980, antes de defendê-lo contra John Morrison. Durante outubro, Rhodes continuou sua rivalidade com Orton, custando-lhe o World Heavyweight Championship e o atacando. No Vengeance, Rhodes foi derrotado por Orton. No SmackDown de 4 de novembro, Orton derrotou Rhodes em uma Street Fight para acabar a rivalidade. Durante a luta, Orton quebrou a máscara de Cody.
No Raw de 14 de novembro, Rhodes encerrou seu personagem mascarado, anunciando que havia sido libertado. Ele se tornou um membro do Time Barrett na tradicional luta de eliminações no Survivor Series, ganhando a luta com Wade Barrett. Rhodes, então, começou uma rivalidade com o comentarista Booker T, o atacando em diversas ocasiões e o derrotando no Tables, Ladders & Chairs e no SmackDown de 6 de janeiro de 2012. No Royal Rumble, Rhodes se manteve na luta por mais de 40 minutos, eliminando seis lutadores antes de ser eliminado por Big Show. No Elimination Chamber Rhodes eliminou Show da luta Elimination Chamber pelo World Heavyweight Championship, antes de ser eliminado por Santino Marella. Rhodes passou as semanas seguintes zombando dos momentos embaraçosos que Big Show passara durante WrestleManias, normalmente fazendo Show perder lutas. No WrestleMania XXVIII, Show derrotou Rhodes para ganhar o Intercontinental Championship. No Extreme Rules, Rhodes reconquistou o título ao derrotar Show em uma luta de mesas. Ele perdeu o título para Christian no Over the Limit, e perdeu uma revanche no No Way Out. No SmackDown de 3 de julho, Rhodes derrotou Christian para se qualificar para a luta Money in the Bank do World Heavyweight Championship no evento Money in the Bank, mas não venceu o combate. Em setembro, Rhodes começou uma rivalidade com Sin Cara, exigindo que ele retirasse sua máscara. No Night of Champions, Rhodes enfrentou Cara, The Miz e Rey Mysterio pelo Intercontinental Championship de Miz, mas foi derrotado.

#### Aliança e rivalidade com Damien Sandow (2012—2013)

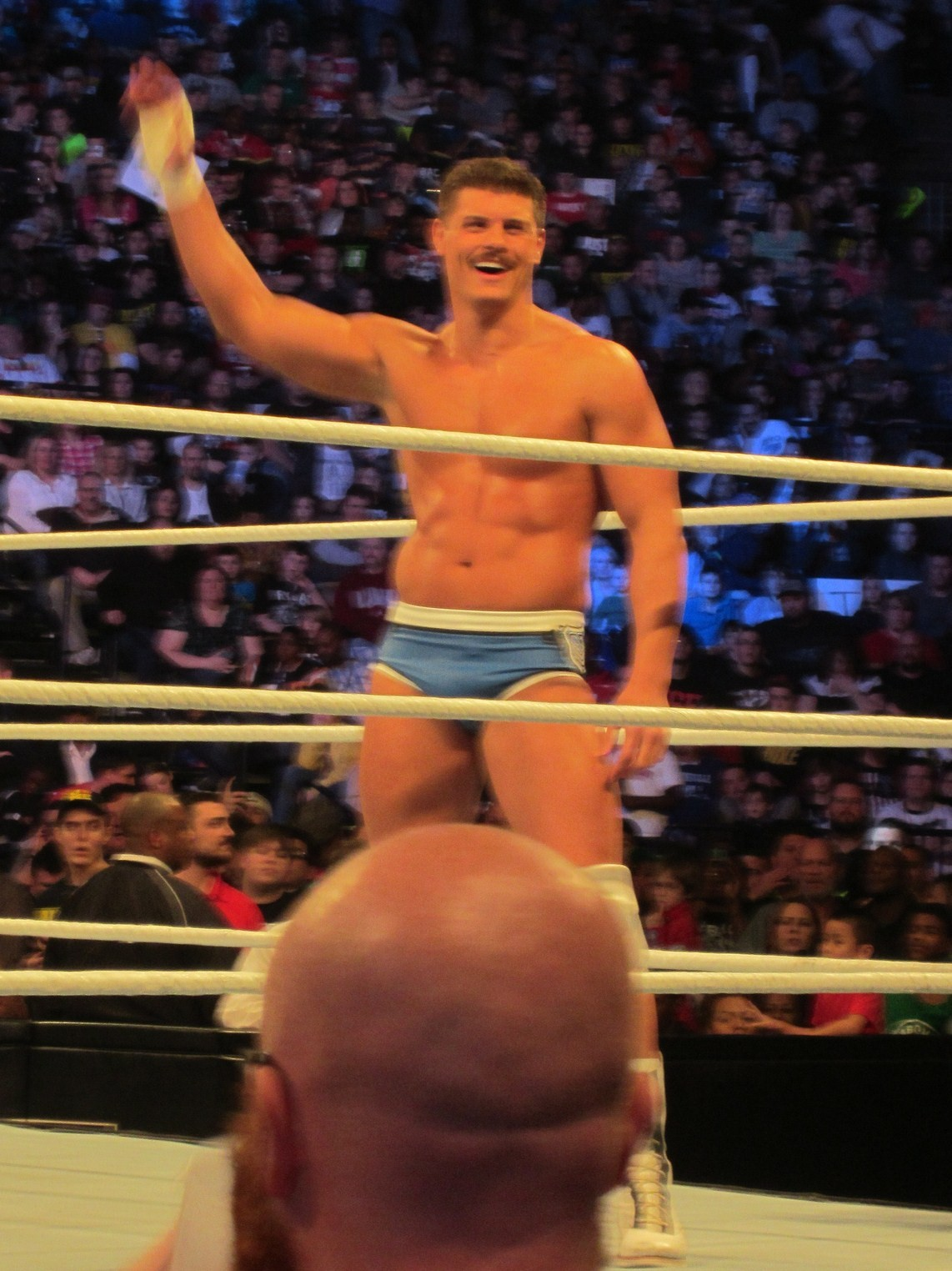
Rhodes com um bigode após retornar de sua lesão.

Nas semanas seguintes, ele formou uma dupla com Damien Sandow, sendo conhecidos como Rhodes Scholars, começando uma rivalidade com Team Hell No (Daniel Bryan e Kane). No SmackDown de 28 de setembro, Rhodes e Sandow derrotaram The Usos para avançar em um torneio para enfrentar Kane e Bryan pelo WWE Tag Team Championship no Hell in a Cell. Eles venceram o torneio ao derrotar Sin Cara e Rey Mysterio no Raw de 22 de outubro e venceram no Hell in a Cell por desqualificação, não conquistando o título. Rhodes e Sandow fariam parte da luta de eliminação no Survivor Series como parte do time de Dolph Ziggler contra o time de Mick Foley. No entanto, Rhodes sofreu uma lesão durante o WWE Main Event de 14 de novembro, sendo substituído por David Otunga. Ele retornou no Raw de 10 de dezembro, vencendo com Sandow uma luta de eliminação também envolvendo The Usos, Primo e Epico e Prime Time Players. Ele e Sandow tornaram-se novamente os desafiantes pelo título de duplas ao derrotar Mysterio e Sin Cara em uma luta de mesas no TLC: Tables, Ladders & Chairs. Rhodes Scholars receberam a oportunidade pelo título no Main Event da semana seguinte, mas foram derrotados por Kane e Daniel Bryan. Eles foram derrotados novamente no Royal Rumble e, no SmackDown de 1 de fevereiro, decidiram se separar. Eles se reuniram no pré-show do Elimination Chamber, mas foram derrotados por Tons of Funk (Brodus Clay e Tensai). Rhodes e Sandow aliaram-se às The Bella Twins em uma rivalidade com Clay, Tensai e as Funkadactyls (Cameron e Naomi). Os dois times se enfrentariam no WrestleMania 29, mas o combate foi cortado por falta de tempo. A luta aconteceu no Raw da noite seguinte, com Tons of Funk e as Funkadactyls vencendo. No pré-show do Extreme Rules, Rhodes foi derrotado por The Miz.
No Money in the Bank, Rhodes competiu em uma luta Money in the Bank por uma chance pelo Campeonato Mundial dos Pesos-Pesados. Rhodes venceria a luta, mas foi traído por Sandow, que o puxou da escada e pegou a maleta pendurada acima do ringue, vencendo a luta. No Raw seguinte, Rhodes atacou Sandow, se tornando um mocinho e dissolvendo a dupla Rhodes Scholars. No SmackDown de 26 de julho, Rhodes roubou a maleta de Sandow enquanto este enfrentava Orton, atirando-a no Golfo do México na noite seguinte. No Raw de 19 de julho, Rhodes teve sua família insultada por Sandow. Rhodes, sem bigode, derrotou Sandow no SummerSlam e no Raw do dia seguinte.

#### Campeão de duplas e Stardust (2013—2016)

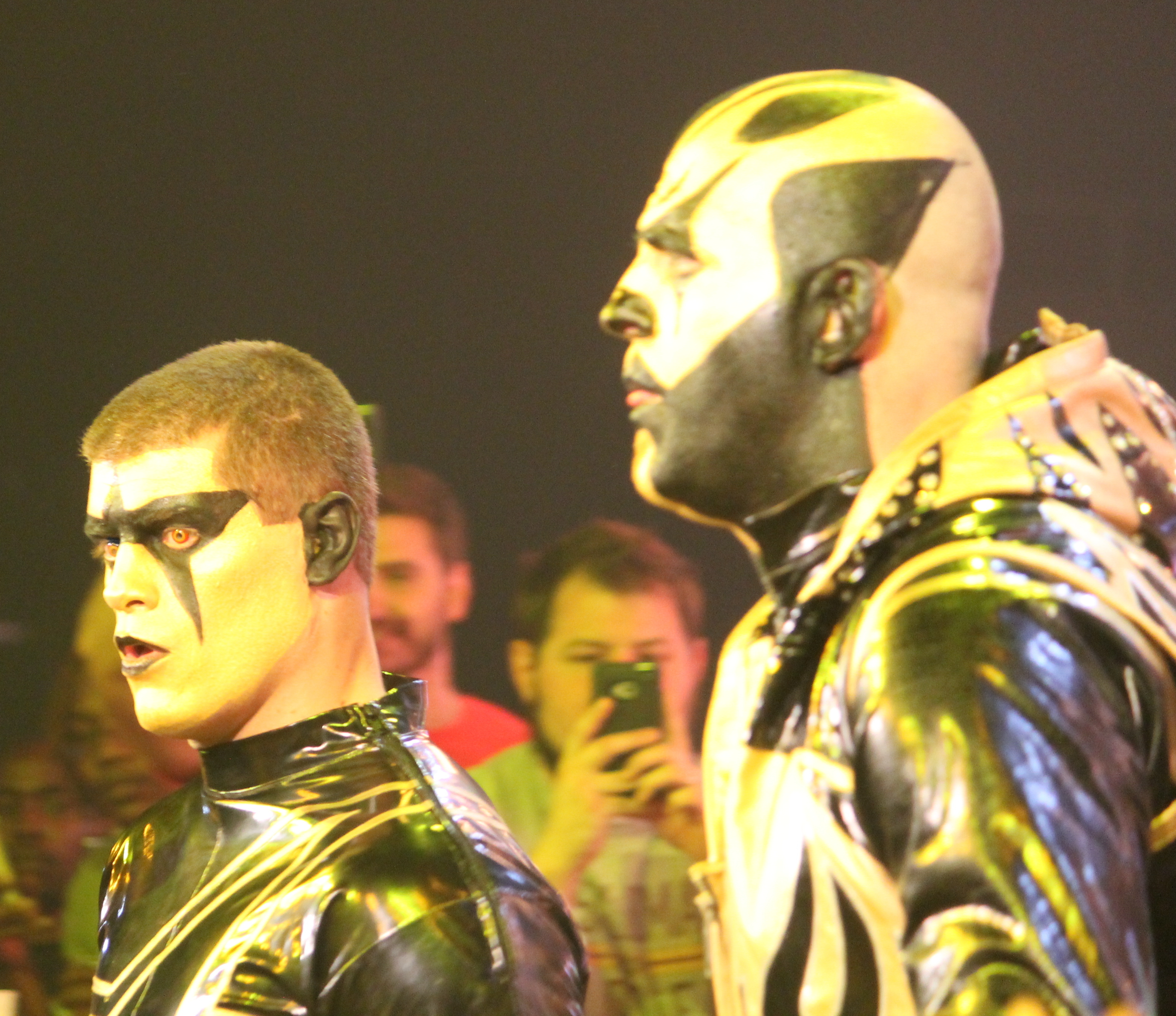
Stardust e seu irmão Goldust enquanto campeões de duplas.

No Raw de 2 de setembro, Rhodes foi derrotado por Randy Orton e, como estipulado por Triple H, foi "demitido". Na verdade, Rhodes requisitou férias devido ao seu casamento com Brandi Reed.
No Raw de 9 de setembro, seu meio-irmão Goldust foi derrotado por Orton. Caso Goldust tivesse vencido, Rhodes seria recontratado. No Raw da semana seguinte, seu pai Dusty Rhodes foi nocauteado por Big Show sob ordens de Stephanie McMahon após ele se recusar a escolher qual de seus filhos deveria ser recontratado. No Raw de 23 de setembro, Cody e Goldust atacaram The Shield (Dean Ambrose, Roman Reigns e Seth Rollins), que agia como capangas de Triple H e Stephanie.
Os Rhodes apareceram no Raw de 30 de setembro para receber uma proposta de Triple H. Caso Cody e Goldust derrotassem Rollins e Reigns no WWE Battleground, eles seriam contratados. Se fossem derrotados, Dusty seria demitido e eles não mais poderiam ser recontratados. No Battleground, Rhodes e Goldust derrotaram a Shield. No Raw de 14 de outubro, Rhodes e Goldust derrotaram The Shield para conquistar o WWE Tag Team Championship. No Hell in a Cell, Rhodes e Goldust derrotaram Shield e The Usos para manter o título, perdendo o título no Royal Rumble para os New Age Outlaws. Hoje, Cody usa um uniforme semelhante ao do seu meio-irmão e usa um novo ringname: "Stardust". E após essa mudança de nome ele e seu meio irmão Goldust, se tornaram novamente Tag Team Champions, em cima dos Usos no Night Of Champions, após isso Gold e Stardust derrotaram os Usos três vezes, e todas as vezes o título de Tag Team estava em jogo.
Em 21 de maio de 2016, Runnels revelou no Twitter que havia pedido para ser liberado pela  WWE, o que ocorreu oficialmente no dia seguinte.

### All Elite Wrestling (2019-2022)
Em 1 de janeiro de 2019, Cody lançou uma nova empresa, All Elite Wrestling (AEW), na qual ele, juntamente com Matt e Nick Jackson do The Young Bucks e Kenny Omega, atuariam como vice-presidentes executivos e como lutadores. Cody e The Young Bucks assinaram contratos de cinco anos com a promoção.
No primeiro evento, Double or Nothing, Cody rivalizou com o irmão Dustin num combate "geração contra geração", onde Cody queria acabar com a Attitude Era. Cody venceu Dustin num dos combates mais emocionantes da década que mereceu 5 estrelas da avaliação da Wrestling Observer. No final, Cody pediu ao seu irmão para fazerem mais um combate como equipa e Dustin aceitou seguido de um abraço no meio do ringue. Esse combate teve como adversários The Young Bucks no 3º evento Fight For The Fallen, combate vencido pelos Young Bucks.
No segundo evento, Fyter Fest, Cody quis promover Darby Allin, um jovem lutador que iria fazer a sua estreia na All Elite Wrestling. O combate acabou num empate, devido à passagem do tempo limite de 20 minutos. No final aparece Shawn Spears que lhe dá com a cadeira na cabeça, provocando uma poça de sangue vinda da parte de trás da cabeça. Shawn Spears explica numa entrevista a Jim Ross que deu a cadeirada porque Cody o traiu ao contratar Shawn com vista a ser um treinador, uma "mãozinha" e anunciou que teria do seu lado a lenda Tully Blanchard. O combate foi marcado para o último evento antes do início do programa semanal da AEW, All Out. Cody escolheu MJF como seu manager no combate contra Shawn Spears. O combate terminou com a vitória de Cody Rhodes depois da interferência de Arn Anderson, antigo companheiro de equipa de Tully no Four Horsemen.
No 1º evento semanal da AEW, Cody derrotou Sammy Guevara. No final do combate, enquanto Sammy Guevara felicitava Cody pela vitória o campeão mundial Chris Jericho atacou Cody pelas costas, ficando Cody o desafiante pelo título mundial da AEW no pay-per-view seguinte Full Gear.
No segundo episódio de Dynamite, Jericho disse que detestava Cody e a sua família, desde o seu irmão Dustin ao seu pai Dusty.
No 4.º episódio, a fação de Jericho foi para o camarote assistir ao evento, acabando depois por interromper Cody, durante o seu anúncio que viria a ser revelado semanas depois. Chris Jericho chamou Cody de milenial intitulado que mereceu resposta de Cody que chamou o seu irmão Dustin, o seu melhor amigo MJF e o melhor amigo do falecido pai DDP. Os Inner Circle trancaram-se numa sala e Cody utilizou o cachecol de MJF para abrir a porta e começaram à porrada até serem interrompidos pela polícia.
Depois, Cody e Jericho assinaram o contrato para o combate pelo AEW World Championship na PPV Full Gear, no dia de aniversário de Jericho. Aí foi revelado que o combate tem um limite máximo de 60 minutos. Se esse tempo fosse ultrapassado, um júri composto por 3 elementos (Arn Anderson, Dean Malenko & The Great Muta) iria votar no vencedor do combate. Cody, numa promo disse que se não derrotasse Chris Jericho nunca mais poderia desafiar pelo AEW World Championship, de novo.
No dia 9 de novembro, no evento Full Gear, Chris Jericho derrotou Cody depois de MJF atirar a toalha durante o Liontammer (variação de Walls of Jericho). Este foi nomeado para um dos melhores combates de 2019 e que teve uma avaliação de 4.5 estrelas para Dave Meltzer.

## Vida pessoal
Runnels é filho de Dusty Rhodes e meio irmão do lutador da AEW Dustin Rhodes, mais conhecido como "Goldust". Ele também tem uma irmã, Kristin Ditto, que já foi líder de torcida dos Dallas Cowboys. Na cerimônia do Hall da Fama da WWE em 2007, Runnels e Dustin introduziram seu pai, Dusty, ao Hall da Fama. Cody é sobrinho dos lutadores Jerry Sags e Fred Ottman, e afilhado de Magnum T.A.. Ele se casou com a ex-Diva da WWE Brandi Rhodes em setembro de 2013 e tem um cão chamado Pharrow, também ele conhecido no mundo do wrestling.
Suas botas de luta possuem o símbolo da Triforce da série de videogames The Legend of Zelda, da qual ele é fã; ele afirma que joga A Link to the Past anualmente. Runnels também é fã de revistas em quadrinhos, e usava uma roupa de luta inspirada no Arcanjo, um personagem dos X-Men. Ele diz que Ômega Vermelho e Ciclope são seus personagens favoritos.

## No wrestling
- Movimentos de finalização
  - Como Stardust

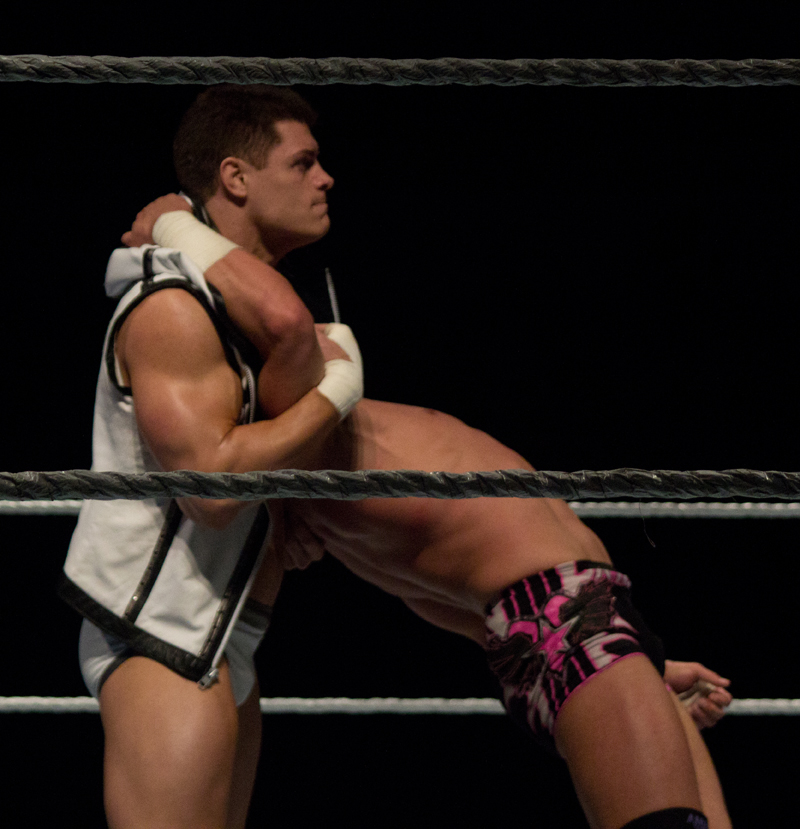
Rhodes aplicando um Cross Rhodes em Tyson Kidd

    - Dark Matter (Modified reverse STO) – 2014–presente
    - Diamond Dust[168] – 2014
    - The Queen's Crossbow[169] / Cross Rhodes[170] (Rolling cutter)[171] – 2014–presente

  - Como Cody Rhodes
    - Cross Rhodes[172] (Spinning facebuster)[173]
    - The Silver Spoon DDT[174] (DDT)[175]
- Movimentos secundários
  - Como Stardust
    - Alabama Slam (Double leg slam)[2]
    - Beautiful Disaster[176][177][178] (Springboard roundhouse kick)[2]
    - Caindo e chutando a cabeça do oponente, como um back body drop[170]
    - Falling inverted DDT[179]
    - Falling Star (Springboard senton para fora do ringue)[180][181][182]
    - Springboard bionic elbow[183]
    - Straight jacket DDT[184]

  - Como Cody Rhodes
    - Alabama slam[185][186][187] — adotado de Hardcore Holly[188]
    - Beautiful Disaster (Chute da corda)[189][190]
    - Bulldog, às vezes da segunda corda[191][192]
    - Crossbody, às vezes da corda mais alta[191][193]
    - Dropkick[192][194][195]
    - Front suplex[196][197][198]
    - Knee drop[75][199][200]
    - Moonsault[75][200][201]
    - Russian legsweep[200][202]
    - Wheelbarrow suplex[203]
    - Vertabraker
    - Springboard Cutter
- Managers
  - Cherry[204]
  - Dusty Rhodes
  - MJF
  - Arn Anderson
  - Brandi Rhodes
- Alcunhas
  - "Dashing"[79] - WWE
  - "Undashing"[205]
  - "The Essence of Mustachioed Magnificence"[206] - WWE
  - "The Prince of Dark Matter"[207] - WWE
  - "The Son of a Son of a Plumber"[2][208] - WWE
  - "The American Nightmare" - NWA, NJPW, ROH, AEW
- Temas de entrada
  - "Out To Kill" por Billy Lincoln (julho de 2007 – junho de 2008; março de 2010 – julho de 2010)[209]
  - "Priceless" por Jim Johnston (junho de 2008 – janeiro de 2009)[210]
  - "Priceless (remix)" por Jim Johnston (janeiro de 2009 – maio de 2009)[211]
  - "It's a New Day" por Adelitas Way (junho de 2009 – março de 2010)[212][213]
  - "Smoke & Mirrors" por TV/TV (julho de 2010 – novembro de 2011)[214]
  - "Smoke and Mirrors" por Downstait (14 novembro de 2011 – 1 de junho de 2014)[215]
  - "Gold and Smoke" por Jim Johnston (21 de outubro de 2013 –1 junho 2014; enquanto dupla com Goldust)
  - "Written in the Stars" por Jim Johnston[216] (16 de junho de 2014 – 21 de maio de 2016; usado como Stardust)
  - "Kingdom" por Downstait (2017 - 2019)
  - "Epic Prelude" por Mikey Rukus + "Kingdom" por Downstait (2019 - presente) - AEW[217]

## Títulos e prêmios

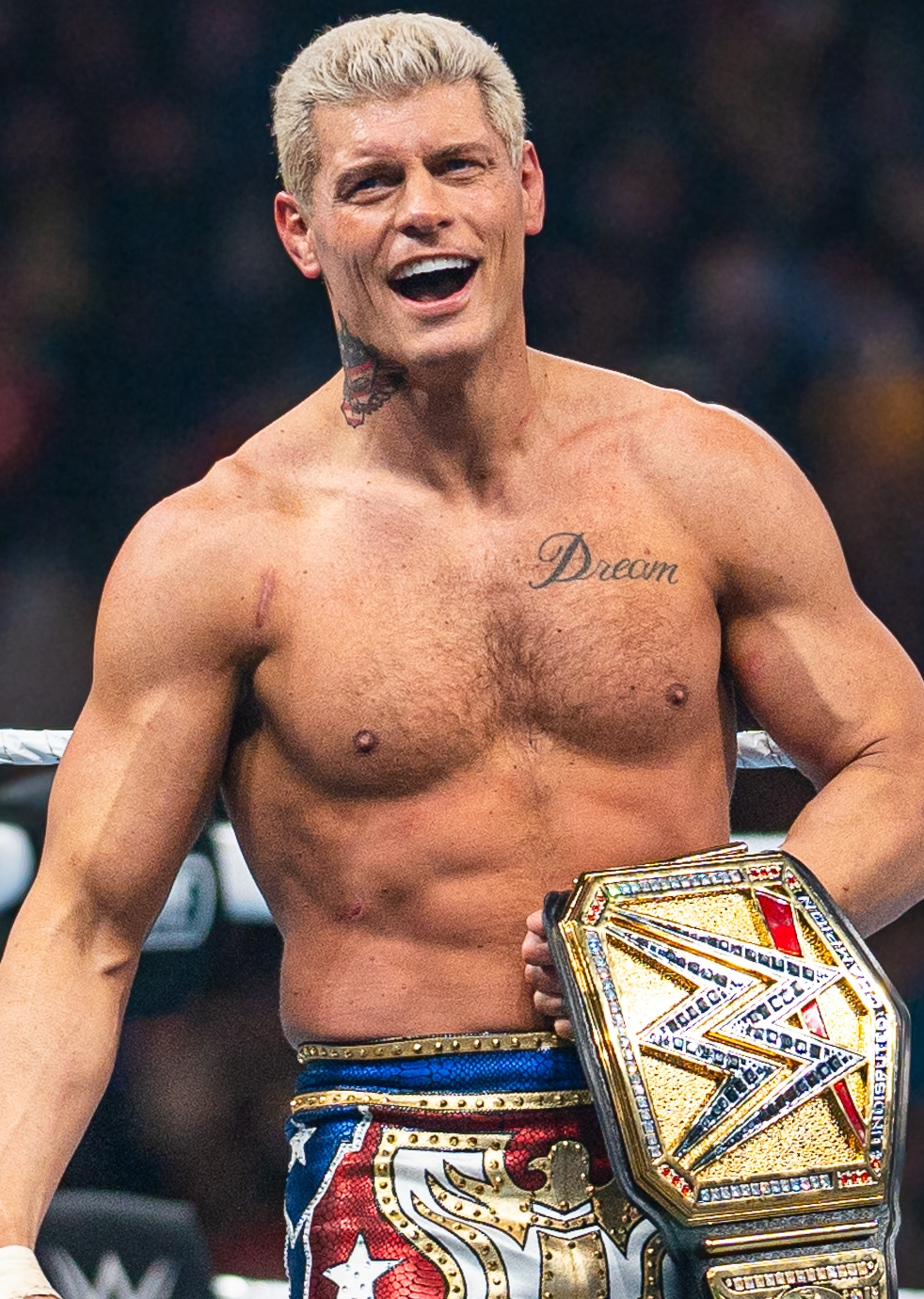
Rhodes é duas vezes e o atual campeão indiscutível da WWE...

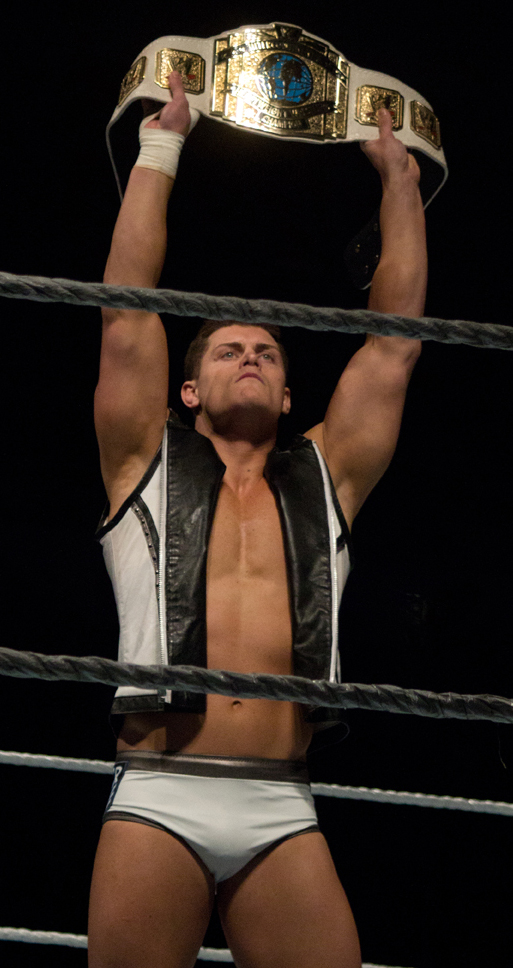
foi uma vez campeão intercontinental da WWE...

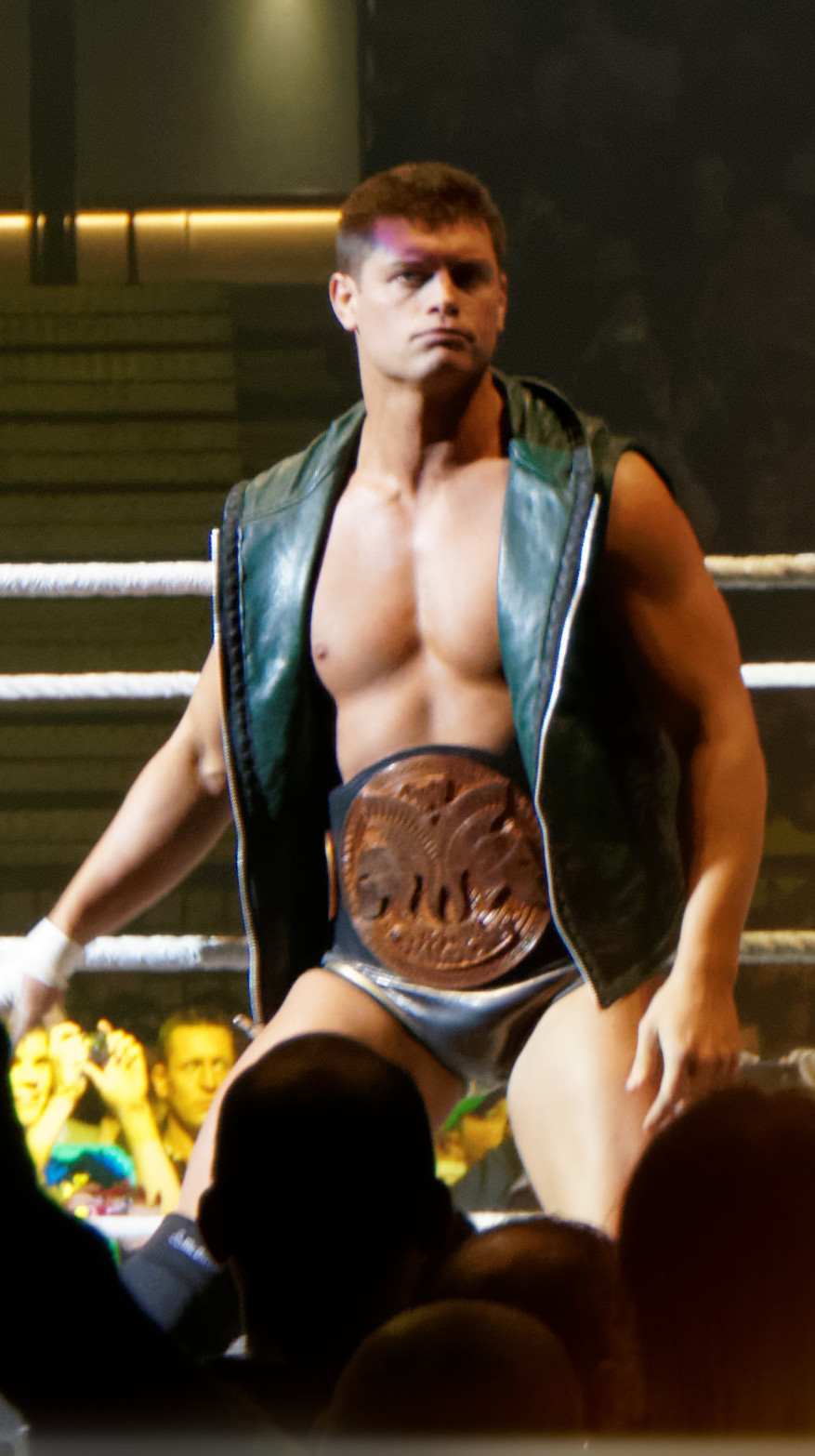
e é um total de oito vezes campeão de duplas na WWE.

### Wrestling amador
- Georgia State Tournament
  - Sexto na categoria 171 lb (77,6 kg) (2002)[1]
  - Campeão na categoria 189 lb (85,7 kg) (2003)[1]
  - Campeão na categoria 189 lb (85,7 kg) (2004)[1]

### Wrestling profissional
- All Elite Wrestling
  - AEW TNT Championship (3 vezes, inaugural)[218]
  - AEW TNT Championship Tournament (2020)[219]
- Alpha-1 Wrestling
  - A1 Tag Team Championship (1 vez) – com Ethan Page[220]
- Bullet Proof Wrestling
  - BPW Championship (1 vez)[221]
- Global Force Wrestling
  - GFW NEX*GEN Championship (1 vez)[222]
- National Wrestling Alliance
  - NWA World Heavyweight Championship (1 vez)
- New Japan Pro-Wrestling
  - IWGP United States Championship (1 vez)
- Northeast Wrestling
  - NEW Heavyweight Championship (1 vez)[223]
- Ohio Valley Wrestling
  - OVW Heavyweight Championship (1 vez)[224]
  - OVW Television Championship (1 vez)[225]
  - OVW Southern Tag Team Championship (2 vezes) – com Shawn Spears[226]
  - Fourth OVW Triple Crown Champion[224][225][226]
- Pro Wrestling Illustrated
  - Lutador com maior evolução (2008)[227]
  - Classificado em No. 7 no top 500 lutadores individuais da PWI 500 em 2020[228]
  - Melhor luta do ano (2019) – vs. Dustin Rhodes no Double or Nothing
- Ring of Honor
  - ROH World Championship (1 vez)
  - ROH World Six-Man Tag Team Championship (1 vez) – com The Young Bucks
  - ROH Wrestler of the Year (2017)[229]
- What Culture Pro Wrestling
  - WCPW Internet Championship (1 vez)[230]
- World Wrestling Entertainment/WWE
  - WWE Championship (2 vezes, atual)
  - World Tag Team Championship (3 vezes) – com Hardcore Holly (1) e Ted DiBiase (2)
  - WWE Intercontinental Championship (2 vezes)[231][232]
  - WWE Tag Team Championship (4 vezes) – com Drew McIntyre (1), Jey Uso (1) e Goldust (2)[233]
  - Royal Rumble masculino (2 vezes) – 2023 e 2024
  - King of the Ring – 2025
  - WWE Tag Team Championship No. 1 Contender's Tournament (2012) – com Damien Sandow
  - Slammy Awards (2 vezes)
    - Outstanding Achievement of Baby Oil Application (2010)
    - Dupla do ano (2013) – com Goldust
- Wrestling Observer Newsletter
- - Pior gimmick (2015) como Stardust[234]